# Keiko Tsushima

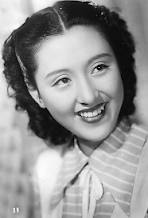
Keiko Tsushima

Keiko Tsushima (jap. 津島 恵子, Tsushima Keiko; geb. Mori Naoko (森 直子), * 7. Februar 1926 in Izuhara (heute: Tsushima), Präfektur Nagasaki; † 1. August 2012 in der Präfektur Tokio) war eine japanische Schauspielerin.
Tsushima gab Tanzunterricht im Filmstudio Shōchiku Ofuna, als sie für den Film entdeckt wurde. Ihren Debütauftritt hatte sie 1947 in dem Schwarz-Weiss-Drama Anjō-ke no butōkai. Bekannt geworden ist sie durch ihre Rolle in Akira Kurosawas Die sieben Samurai (1954). Später übernahm sie vorwiegend Mutter- und Großmutterrollen im japanischen Fernsehen. Mit 86 Jahren starb sie an Magenkrebs.

## Filmografie (Auswahl)
- 1947: Anjō-ke no butōka
- 1950: Nagasaki no Kane
- 1952: Der Geschmack von grünem Tee über Reis (Ochazuke no aji)
- 1953: Der Turm der Lilien (Himeyuri no Tō), siehe auch: Himeyuri Gakutotai
- 1954: Die sieben Samurai (Shichinin no samurai)
- 1955: Tasogare sakaba
- 1995: Ashita
- 1998: Manuke Sensei
- 2001: Kokubetsu
- 2002: Sakura
- 2002: Nagoriyuki